# 松林 (科羅拉多州)
松林（英語：The Pinery）是位於美國科羅拉多州道格拉斯縣的一個人口普查指定地區。

## 地理
松林的座標為39°26′41″N 104°44′33″W / 39.44472°N 104.74250°W，而該地最高點為海拔高度1904米（即6247英尺）。

## 人口
根據2010年美國人口普查的數據，松林的面積為26.9平方千米，當中陸地面積為26.8平方千米，而水域面積為0.1平方千米。當地共有人口10517人，而人口密度為每平方千米390人。